# Randy Zisk
Randall Zisk, detto Randy (Dallas, ...), è un regista e produttore cinematografico statunitense.

## Biografia
Randy ha frequentato la St. Mark's School of Texas a Dallas e successivamente si è laureato alla University of Southern California di Los Angeles.  È fratello del regista e produttore Craig Zisk.

## Vita privata
Randall Zisk è stato sposato dal 1993 al 1996, anno del divorzio, con Jennifer Grant, figlia dell'attore Cary Grant e dell'attrice Dyan Cannon,

## Filmografia

### Produttore

#### Cinema
- W*A*L*T*E*R - cortometraggio (1984)

#### Televisione
- Heart of the City - serie TV, 1 episodio (1986)
- CBS Summer Playhouse - serie TV, 2 episodi[Quale?] (1987-1988)
- Voci nella notte - serie TV, 60 episodi (1988-1990)
- Ragionevoli dubbi - serie TV, 44 episodi (1991-1993)
- Nick's Game - film TV (1993)
- Lois & Clark - Le nuove avventure di Superman - serie TV, 41 episodi (1994-1996)
- Charlie Grace serie TV, 8 episodi (1995-1996)
- The Visitor - serie TV, episodi sconosciuti (1997)
- Cracker - serie TV, 2 episodi[Quale?] (1999)
- Opposite Sex - serie TV, episodi sconosciuti (2000)
- Gideon's Crossing - serie TV, episodi sconosciuti (2000)
- Demon Town - serie TV, 9 episodi (2002)
- Detective Monk, 1 episodio[Quale?] (2002)
- Detective Monk - serie TV, 112 episodi (2003-2009)
- Little Monk, 1 episodio[Quale?] (2009)
- Little Monk - serie TV, 5 episodi (2009)
- Off the Map - serie TV, 4 episodi (2011)

### Regista

#### Cinema
- Maybe It's in the Water - cortometraggio (2006)

#### Televisione
- Voci nella notte - serie TV, 2 episodi[Quale?] (1990-1991)
- Ragionevoli dubbi - serie TV, 8 episodi (1991-1993)
- Indagini pericolose - serie TV, 1 episodio[Quale?] (1992)
- Lois & Clark - Le nuove avventure di Superman - serie TV, 6 episodi (1993-1995)
- La guerra di Eddie - film TV (1994)
- Golden Gate - film TV (1994)
- Paradise - serie TV, episodi sconosciuti (1995)
- Charlie Grace - serie TV, 2 episodi[Quale?] (1995)
- High Incident - serie TV, episodi sconosciuti (1996)
- Codice d'emergenza - serie TV, episodi sconosciuti (1996)
- EZ Streets - serie TV, 1 episodio[Quale?] (1996)
- Millennium - serie TV, 1 episodio[Quale?] (1996)
- Murder One - serie TV, 1 episodio[Quale?] (1996)
- Ultime dal cielo - serie TV, 1 episodio[Quale?] (1996)
- Murder One - serie TV, 2 episodi[Quale?] (1996-1997)
- N.Y.P.D. - serie TV, 2 episodi[Quale?] (1996-1997)
- Ultime dal cielo - serie TV, 2 episodi[Quale?] (1997-1998)
- Chicago Hope - serie TV, 1 episodio[Quale?] (1997)
- Gli specialisti - serie TV, 1 episodio[Quale?] (1997)
- The Visitor - serie TV, 2 episodi[Quale?] (1997)
- The Net - serie TV, episodi sconosciuti (1998)
- Fantasilandia - serie TV, 1 episodio[Quale?] (1998)
- Providence - serie TV, 3 episodi[Quale?] (1999-2000)
- Felicity - serie TV, 1 episodio[Quale?] (2000)
- Opposite Sex - serie TV, episodi sconosciuti (2000)
- Gideon's Crossing - serie TV, episodi sconosciuti (2000)
- The Agency - serie TV, 3 episodi[Quale?] (2001)
- Squadra Med - Il coraggio delle donne - serie TV, 1 episodio[Quale?] (2001)
- Demon Town - serie TV, 3 episodi[Quale?] (2002)
- Odyssey 5 - serie TV, 2 episodi[Quale?] (2002)
- American Dreams - serie TV, 4 episodi (2002-2004)
- Detective Monk - serie TV, 35 episodi (2002-2009)
- Senza traccia - serie TV, 1 episodio[Quale?] (2004)
- Mister Sterling - serie TV, 1 episodio[Quale?] (2003)
- Miss Match - serie TV, 1 episodio[Quale?] (2003)
- John Doe - serie TV, 1 episodio[Quale?] (2003)
- Senza traccia - serie TV, 5 episodi (2003-2006)
- Dr. House - Medical Division - serie TV, 1 episodio[Quale?] (2005)
- Prison Break - serie TV, 1 episodio[Quale?] (2005)
- Conviction - serie TV, 1 episodio[Quale?] (2006)
- Desperate Housewives - serie TV, 3 episodi[Quale?] (2006-2012)
- The Virgin of Akron, Ohio - serie TV, 1 episodio[Quale?] (2007)
- Weeds - serie TV, 1 episodio[Quale?] (2007)
- Grey's Anatomy - serie TV, 4 episodi (2007-2009)
- Little Monk - serie TV, 5 episodi (2009)
- Little Monk - serie TV, 4 episodi (2009)
- Uncle Nigel - film TV (2010)
- Memphis Beat - serie TV, 2 episodi[Quale?] (2010-2011)
- The Glades - serie TV, 2 episodi[Quale?] (2010-2012)
- Off the Map - serie TV, 5 episodi (2011)
- Private Practice - serie TV, 1 episodio[Quale?] (2011)
- Suburgatory - serie TV, 2 episodi[Quale?] (2011-2012)
- Rizzoli & Isles - serie TV, 2 episodi[Quale?] (2011-2012)
- The Mentalist - serie TV, 4 episodi (2011-2013)
- Amiche Nemiche - serie TV, 1 episodio[Quale?] (2012)
- Dallas - serie TV, 1 episodio[Quale?] (2012)
- Revenge - serie TV, 2 episodi[Quale?] (2012)
- The Mob Doctor - serie TV, 1 episodio[Quale?] (2012)
- Mr. Monk's Last Case: A Monk Movie - film TV (2023)

### Sceneggiatore

#### Cinema
- Maybe It's in the Water - cortometraggio (2006)

#### Televisione
- Fathers and Sons - serie TV, 1 episodio[Quale?] (1986)
- Voci nella notte - serie TV, 3 episodi[Quale?] (1989-1990)
- Ragionevoli dubbi - serie TV, 1 episodio[Quale?] (1992)